# Kookverf

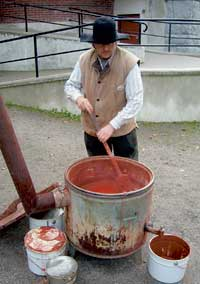
Verf koken

Kookverf is een verfsoort die gebruikt wordt om Scandinavische houten huizen te schilderen. De verfsoort is al bekend sinds de middeleeuwen. De verf is in veel verschillende kleuren te verkrijgen, maar oorspronkelijk werd alleen zwarte, rode en gele kookverf geproduceerd. Deze kleuren komen dan ook nog steeds het meeste voor. De kenmerkende Zweeds-rode huizen zouden er nooit geweest zijn zonder kookverf. Deze trend is in heel Scandinavië overgenomen, maar reikt zelfs tot Noord-Duitsland, de Baltische staten en Rusland.
De verf wordt gemaakt met natuurlijke ingrediënten lijnolie, rogge- of tarwemeel en natuurlijke minerale en plantaardige kleurstoffen. De originele rode kleur komt van een aardpigment uit de mijnen van Falun, dat vergelijkbaar is met Sienna. Het is een bijproduct van de koperertswinning en is in originele, niet gebrande vorm geel-oker van kleur. Na branden of verweren aan het aardoppervlak wordt het rood en vervolgens diepzwart. In Zweden wordt nog loodhoudende falurödfärg gebruikt. Deze is in Nederland en andere EU landen verboden.
Het koken is een oude manier om de lijnolie te activeren en van het meel een soort stijfsel te maken. In Zweden is de verf bekend als slamfärg (uit het Duits "Schlamm"), dat wil zeggen verf gemaakt van mijnafval. 
Doordat de lijnolie in heel kleine druppeltjes in het stijfsel geëmulgeert raakt, kan de verf erg goed doordringen in de structuur van het hout. Er wordt als basis voor kookverf verder alleen water gebruikt zodat de verf van nature oplosmiddelvrij is.
De rode kleur was een teken van armoede want kookverf was de goedkoopste manier om een huis te schilderen. Als men geld had werd al snel wit of een andere kleur gebruikt.